# Aloe tormentorii
Aloe tormentorii är en grästrädsväxtart som först beskrevs av Wessel Marais, och fick sitt nu gällande namn av Leonard Eric Newton och Gordon Douglas Rowley. Aloe tormentorii ingår i släktet Aloe och familjen grästrädsväxter.
Artens utbredningsområde är Mauritius. Inga underarter finns listade i Catalogue of Life.